# Bernhard Gotto
Bernhard Gotto (* 1973) ist ein deutscher Historiker.

## Leben
Gotto wurde 2004 an der Universität Augsburg über nationalsozialistische Kommunalpolitik promoviert. In den Jahren 2004–2005 arbeitete er dort als Wissenschaftlicher Mitarbeiter am Lehrstuhl für Neuere und Neueste Geschichte. Seit 2005 ist er wissenschaftlicher Mitarbeiter am Institut für Zeitgeschichte München-Berlin. 2017 erfolgte seine Habilitation an der Universität München mit einer Arbeit über „Enttäuschung in der Demokratie“.

## Schriften
- Enttäuschung in der Demokratie. Erfahrung und Deutung von politischem Engagement in der Bundesrepublik Deutschland während der 1970er und 1980er Jahre. de Gruyter Oldenbourg, Berlin/München 2018.[2]
- mit Elke Seefried (Hrsg.) Männer mit „Makel“. Männlichkeiten und gesellschaftlicher Wandel in der frühen Bundesrepublik. Oldenbourg, München 2017.
- mit Martina Steber (Hrsg.) Visions of community in Nazi Germany. Social engineering and private lives. Oxford University Press, Oxford 2014.
- mit Horst Möller (Hrsg.) Nach „Achtundsechzig“. Krisen und Krisenbewusstsein in Deutschland und Frankreich in den 1970er Jahren. Oldenbourg, München 2013.
- (Hrsg.) Krisen und Krisenbewusstsein in Deutschland und Frankreich in den 1960er Jahren. Oldenbourg, München 2012.
- mit Johannes Bähr, Axel Drecoll: Die Geschichte der Bayern LB. Piper, München 2009.
- Nationalsozialistische Kommunalpolitik. Administrative Normalität und Systemstabilisierung durch die Augsburger Stadtverwaltung 1933–1945. Oldenbourg, München 2006 (Volltext digital verfügbar).